# Relations entre la Hongrie et l'Italie
Les relations entre l'Italie et la Hongrie se réfèrent aux relations bilatérales entre l'Italie et la Hongrie. L'Italie a une ambassade à Budapest et la Hongrie a une ambassade à Rome. Les deux pays sont membres à part entière de l'Union européenne et de l'OTAN.
Les relations diplomatiques modernes entre les deux pays ont commencé après la Première Guerre mondiale. Les deux nations ont cependant eu des contacts bien antérieurs, mais sous des formes étatiques différentes (république de Venise, Autriche-Hongrie, etc.).

## Histoire

### Moyen Âge
L'Italie n'a pas d'État centralisé alors que la Hongrie en est un. En conséquence, il n'y a pas de relations bilatérales mais plutôt multilatérales entre la Hongrie et les principautés italiennes du Nord. Une longue rivalité oppose tout particulièrement la république de Venise et la Hongrie. Les conflits portent sur les régions de la Dalmatie, dont certaines parties changent plusieurs fois de suzeraineté au cours des siècles.
Des relations culturelles d'importances ont aussi lieu. Le roi Matthias Corvin fait ainsi appel à de nombreux intellectuels italiens et sa cour est la première en Europe à pleinement adopter l'Humanisme qui se développe alors dans la péninsule.

### De la conquête ottomane de la Hongrie au congrès de Vienne (1526-1815)
À partir de 1526, la Hongrie n'est plus indépendante. Sa partie centrale est occupée par l'Empire ottoman tandis que sa partie occidentale passe sous la bannière des Habsbourg. Ces derniers conquièrent tout le pays après le reflux ottoman causé par l'échec du siège de Vienne. Le Nord de l'Italie se retrouve dans une situation similaire à la suite du congrès de Vienne. L'Autriche y obtient le contrôle de la Lombardie, de la Vénétie et de la Dalmatie. Elle crée le royaume de Lombardie-Vénétie.

### Du congrès de Vienne à l'indépendance italienne (1815-1861)
La domination habsbourgeoise est mal vécue dans la Hongrie comme dans l'Italie autrichienne. En 1848, des révoltes éclatent parmi les populations lombardo-vénitiennes et hongroises. Durant toutes les guerres d'indépendance italiennes, les volontaires hongrois sont nombreux à combattre aux côtés des transalpins.

### De l'Autriche-Hongrie à la Première guerre mondiale (1867-1918)
Durant la période du compromis austro-hongrois, les relations entre l'Italie et la Hongrie sont ténues. Les deux peuples ne partagent plus une même lutte pour l'indépendance et l'Autriche, de par sa proximité géographique, est l'interlocuteur bilatéral privilégié de l'Italie. De 1915 à 1918, des soldats des deux pays s'affrontent sur le front italien.

### Entre-deux-guerres et second conflit mondial
La Hongrie se considère flouée par le traité de Trianon. Elle poursuit en conséquence une politique aux ambitions révisionnistes et irrédentistes. Entourée de pays voisins généralement plutôt hostiles à ces ambitions, elle trouve un soutien avec l'Italie fasciste de Benito Mussolini. Les deux pays signent en 1927 un traité d'amitié et de coopération. Ils soutiennent les revendications de l'Allemagne nazie à Munich et la rejoignent dans la guerre. Conjointement, les deux États participent à l'occupation de la Yougoslavie.

### De 1945 à la fin de la guerre froide
À la fin de la guerre, les deux pays se retrouvent dans des camps différents : celui du monde capitaliste pour l'Italie, et du monde communiste pour la Hongrie. Les liens entre les deux nations sont assez faibles et il faut attendre 1989 pour qu'une coopération s'installe à nouveau.